# Renato Brunetta

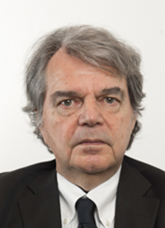
Renato Brunetta (2018)

Renato Brunetta (* 26. Mai 1950 in Venedig) ist ein italienischer Ökonom und Politiker (parteilos, vormals FI, PdL, PSI). Seit April 2023 ist er Präsident des Nationalen Wirtschafts- und Arbeitsrates CNEL.
Brunetta gehörte von 1999 bis 2008 dem Europäischen Parlament an. Von 2008 bis 2022 war er Mitglied der Abgeordnetenkammer in Rom, wo er von 2013 bis 2018 der Forza-Italia-Fraktion vorstand. Er war von Mai 2008 bis November 2011 und von Februar 2021 bis Oktober 2022 Minister für öffentliche Verwaltung. Zudem war er bis 2009 Professor für Arbeitsökonomie an der Universität Tor Vergata in Rom.

## Leben und Karriere
Brunetta wuchs in Venedig als Sohn eines Straßenhändlers, der Souvenirs verkaufte, auf. Nach der Matura am humanistischen Gymnasium Liceo Marco Foscarini studierte er an der Universität Padua Politikwissenschaft mit Schwerpunkt Wirtschaft. Ab 1973 war er wissenschaftlicher Assistent und 1977/78 Lehrbeauftragter für Arbeitspolitik und -ökonomie in Padua. Parallel war er ab 1976 als Journalist tätig. 1982 wurde er zum professore associato für ökonomische Grundlagen an der Università Iuav di Venezia ernannt. Von 1980 bis 1998 gab er die Fachzeitschrift Economia Lavoro heraus, seit 1987 ist er Herausgeber der Zeitschrift Labour – Review of Labour Economics and Industrial Relations. Ab 1991 lehrte Brunetta an der Universität Tor Vergata in Rom Arbeitsökonomie, 1999 wurde er dort zum außerordentlichen Professor ernannt, 2004 erhielt er eine ordentliche Professur, die er bis 2009 innehatte.
Brunetta begann sein politisches Engagement als Mitglied der Partito Socialista Italiano (PSI). Er war von 1983 bis 1987 ökonomischer Berater des Ministerpräsidenten Bettino Craxi und zugleich Vorsitzender der Kommission zur Reform des Arbeitsmarktes im Arbeitsministerium unter Gianni De Michelis (beide PSI). Er vertrat Italien im Verwaltungsrat der Internationalen Arbeitsorganisation (ILO) sowie im Ausschuss für Arbeit und soziale Angelegenheiten der Organisation für wirtschaftliche Zusammenarbeit und Entwicklung (OECD). Von 1989 bis 1999 gehörte er dem Nationalen Wirtschafts- und Arbeitsrat (CNEL) Italiens an, wo er von 1989 bis 1992 den Vorsitz im Informationsausschuss hatte. Auch den Regierungen von Giuliano Amato (PSI) und Carlo Azeglio Ciampi (parteilos) diente er als Wirtschaftsberater.
Nach dem Zerfall der PSI 1994 schloss sich Brunetta der neuen Partei Forza Italia (FI) von Silvio Berlusconi an. Obwohl diese rechts der Mitte verortet ist, identifiziert sich Brunetta als „liberaler Sozialist“. Ab 1998 war er Präsidiumsmitglied von Forza Italia und Beauftragter für das Parteiprogramm. Bei der Europawahl 1999 wurde er als Vertreter des Wahlkreises Nordost-Italien in das Europäische Parlament gewählt. Dort saß er in der konservativen EVP-ED-Fraktion und war von 1999 bis 2002 und nach seiner Wiederwahl 2004 erneut bis zu seinem Ausscheiden aus dem EU-Parlament im April 2008 stellvertretender Vorsitzender des Ausschusses für Industrie, Forschung und Energie. Bei der Kommunalwahl 2000 in Venedig war er Bürgermeisterkandidat des Mitte-rechts-Bündnisses Polo per le Libertà, unterlag aber in der Stichwahl mit 44 Prozent dem Mitte-links-Kandidaten Paolo Costa. Zusammen mit Franco Frattini (ebenfalls einem früheren PSI-Mitglied) gründete Brunetta 2000 die Free Foundation als liberale Denkfabrik innerhalb von Forza Italia. Von 2003 bis 2006 war Brunetta als Wirtschaftsberater des Ministerpräsidenten Silvio Berlusconi tätig, von 2007 bis 2008 war er stellvertretender nationaler Koordinator von Forza Italia.
Bei der Parlamentswahl 2008 wurde Brunetta als Vertreter Venetiens in die Camera dei deputati gewählt. Im Kabinett Berlusconi IV amtierte er von Mai 2008 bis November 2011 als Minister ohne Geschäftsbereich im Ministerratspräsidium, zuständig für öffentliche Verwaltung und Innovationen. Er war für eine Reform der Verwaltung und des Beamtenrechts zuständig, die als Riforma Brunetta oder auch als decreto anti-fannulloni („Anti-Faulenzer-Dekret“) bekannt wurde. Forza Italia ging 2009 in der Mitte-rechts-Sammelpartei Il Popolo della Libertà (PdL) auf, deren Vorstand Brunetta anschließend angehörte. Bei der Parlamentswahl 2013 wurde Brunetta als Abgeordneter für die Legislaturperiode bis 2018 bestätigt und zum Vorsitzenden der PdL-Fraktion gewählt. Nach der Spaltung der PdL im November 2013 wurde er Mitglied der wiedergegründeten Forza Italia, deren Fraktion im Abgeordnetenhaus er anschließend leitete. Von 2017 bis 2018 war er stellvertretender Vorsitzender des parlamentarischen Untersuchungsausschusses zum Banken- und Finanzsystem.
Bei der Parlamentswahl 2018 zog Brunetta, diesmal als direkt gewählter Abgeordneter des Wahlkreises San Donà di Piave erneut in die Camera dei deputati ein, wo er als wirtschaftspolitischer Sprecher der FI-Fraktion fungierte. Im Februar 2021 übernahm Brunetta das Amt des Ministers für öffentliche Verwaltung im Kabinett Draghi. Als seine Partei im Juli 2022 zum Sturz der Regierung Draghi beitrug, trat Brunetta aus Forza Italia aus. Er blieb danach bis zum Ende der Legislaturperiode und der geschäftsführenden Regierung Draghi fraktionsloser Abgeordneter und Minister. Bei den vorgezogenen Parlamentswahlen am 25. September 2022 trat Brunetta nicht mehr an. Im April 2023 wurde Brunetta nach entsprechendem Kabinettsbeschluss von Staatspräsident Sergio Mattarella zum Präsidenten des Nationalen Wirtschafts- und Arbeitsrates CNEL ernannt.

## Veröffentlichungen (Auswahl)
- Microeconomia del lavoro. Teoria e analisi empiriche. Marsilio Editori, Venedig 1987.
- Spesa pubblica e conflitto. Il Mulino, Bologna 1987.
- La fine della società dei salariati. Dal welfare state alla piena occupazione. Marsilio Editori, Venedig 1994.
- Sud. Alcune idee perché il Mezzogiorno non resti com’è. Donzelli Editore, Rom 1995.
- Economia del lavoro. UTET, Turin 1999.
- Sud. Un sogno possibile. Donzelli Editore, Rom 2009.